# Двор у средњовековној Србији
Двор је у средњовековној Србији био место боравка владара или других великодостојника али је пре свега представљао место вршења владалачких дужности. Према средњовековним схватањима сматрало се да је двор био тамо где је боравио владар и одакле је вршио власт. Из тог разлога тешко је говорити о сталној престоници јер је готово сваки владар имао већи број различитих боравишта која су била различитог карактера, од утврђених градова до војних логора са шаторима. 
Најранији дворови у српским средњовековним државама о којима пише Константин Порфирогенит познати су само по имену и највећим делом их није могуће прецизно убицирати (Стон, Прапрат, Достиника). Од 12. века повећава се број изворних података о дворовима. О боравишту српских великих жупана у Расу сачувано је више изворних података а низ археолошких истраживања употпунила су слику о овој раној резиденцији српских средњовековних владара. Након краљевског крунисања Стефана Првовенчаног 1217. године Србија је имала краљевски двор чија локација није до сада утврђена. Познат је комплекс резиденција око језера на Косову које је данас исушено. Значајне промене у дворском животу, пре свега у дворксом церемонијалу донело је царско крунисање Стефана Душана 1346. године. Временом се двор српских средњовековних владара све више везује за боравак у градовима што је посебно карактеристично за последње српске средњовековне владаре деспота Стефана Лазаревића и Ђурђа Бранковића.